# 约布斯特·希尔施特
约布斯特·希尔施特（德語：Jobst Hirscht，1948年7月19日—），德国男子田径运动员。他曾代表西德参加1972年夏季奥林匹克运动会田径比赛，获得男子4×100米接力铜牌和男子100米第六名。